# クビカシゲガメ
クビカシゲガメ（首傾亀、学名：Pseudemydura umbrina）は、ヘビクビガメ科クビカシゲガメ属に分類されるカメ。本種のみでクビカシゲガメ属を構成する。別名オーストラリアヌマガメモドキ。

## 分布
オーストラリア（西オーストラリア州南西部）固有種

## 形態
最大甲長14cmとヘビクビガメ科最小種。雌雄でほとんど甲長に差はない。背甲は扁平。甲板には筋状の盛り上がり（キール）がない。肋甲板は鋸状に尖らない。背甲の色彩は黄褐色や暗褐色で、甲板の継ぎ目（シーム）に沿って暗色の斑紋が入る。腹甲は大型。左右の喉甲板の間にある甲板（間喉甲板）は大型で、肩甲板に接しないが胸甲板に接する。左右の喉甲板および左右の肩甲板は接しない。腹甲の色彩は黄褐色や灰色で、シームに沿った暗色斑が入り腹甲全体にも暗色斑が点在する。
頭部はやや大型。頸部は短く、背面が棘状鱗で覆われる。

## 分類
中新世前期からほとんど形態が変わらない遺存種と考えられ、現生種には近縁種がいない。和名は分類上での扱いが諸説あった（研究者が首を傾げた）ことに由来する。

## 生態
沼や湿原などに生息し、底質が粘土や砂で水生植物の繁茂した環境を好む。乾季になると生息地に接する草原の地中で休眠する。
食性は動物食で、カエルの幼生、昆虫、甲殻類、ミミズなどを食べる。
繁殖形態は卵生。1回に3-5個の卵を産む。

## 人間との関係
開発や野焼きによる生息地の破壊、水質汚染および水位低下、人為的に移入されたノイヌやアカギツネなどによる捕食などにより生息数は激減した。1980年代までに2か所の沼地を除いて絶滅した。法的に保護の対象とされ、生息地を自然保護区に指定、捕食者の統制や侵入防止の柵の設置、2か所の生息地をつなぐ通路の設置、植株、飼育下繁殖させた個体の再導入などの保護対策が進められている。1980年代における生息数は約30頭、1998年における個体数は250頭と推定されている。